# Каргатуй
Каргатуй (карга буткахы, карга боткасы, карга туйы, от тюркского карга — ворона, туй — праздник, свадьба, бутка — каша; баш. ҡарға туйы, ҡарға бутҡаһы), тат. карга боткасы  — традиционный башкирский и татарский праздник. Проводится также и у других тюркских народов.

## История
Каргатуй является традиционным башкирским и татарским праздником, посвященным встрече весны, проводится в весенне-летний период и приурочен к окончанию весенних полевых работ. Праздник издавна отмечался в каждом башкирском и татарском поселении.
До принятия ислама праздник был посвящён культу птицы, что было связано с представлениями о способности душ умерших превращаться в птиц и животных. Элементы этого культа остались в празднике до настоящего времени.
В некоторых местах Башкортостана праздник назывался Карга-буткаhы и являлся детским праздником.

## Традиции
Во время проведения праздника женщины и молодёжь собирались на поляне или на возвышенном месте, приносили с собой угощения (сметана, творог, сдобный хлеб, кумыс, масло нескольких видов: сливочное, топленое, с вишней, из пахты).
Окружающие деревья и кустарники украшали в зависимости от района проведения праздника цветными лентами, платками, серебряными браслетами, бусами, кольцами, цветами, яркими шалями, иногда подвешивали посуду с квашеным молоком (ойотҡан, оеткы) или выставляли её у дерева.
Выбиралась распорядительница праздника (алсабыр, юлбарсы), которая наряжалась в праздничную одежду с жестяными бляхами и ракушками, головным убором, сшитым как башкейем (каркас — из бересты, тулья и полость из красной ткани).
Для угощения готовили ритуальную кашу из ячменя, пшена или пшеницы, символизирующую плодородие или бишбармак. Для чаепития приносили балеш, баурсак, блины, губадию, мёд, чак-чак, эремсек.
После окончания трапезы проводился ритуал угощения птиц (карга ашату, ҡарға һыйлау): на пнях, камнях, деревьях раскладывалась каша. Произносились благопожелания, обращенные к природе, птицам и предкам с просьбами об изобилии и благополучии, урожае и плодородии.
Мальчики забирались на деревья и громко кричали, имитируя карканье ворон и других птичьих голосов.
На празднике Каргатуй устраивались и состязания. Женщины и молодёжь показывали своё мастерство, талант, ловкость, силу. Водились хороводы, исполнялись танцы, песни, такмаки. Веселье сопровождалось игрой на думбыре, дунгуре, кубызе и других народных инструментах.
Проводились соревнования и игры: «ҡарға уйыны» («игра в ворон»), «аҡ тирәк» («белый тополь»), «дөйә» («верблюд»), «гөргөлдәк» («прятки»), «йүгереш» («бег наперегонки»), «әбәк» («догонялки»), прыжки через вырытую яму («ырғыуыс»), перетягивание каната или полотенца («арҡан тартышыу», «таҫтамал тартышыу»), катание на качелях («әүһәләй эйеү»), проводился турнир по борьбе.
На празднике трижды исполнялся клич (һөрән, сөрән) как приглашение на трапезу, к угощению птиц и сигнал об окончании праздника.
На Юго-Востоке Башкортостана праздник сопровождался чтением молитв (ғибәҙәт ҡылыу) и жертвоприношением.
В настоящее время праздник проводится во Дворцах культуры, стадионах, местах отдыха, на природе.